# Vřesová
Vřesová (německy Doglasgrün) je obec v okrese Sokolov v Karlovarském kraji. Žije v ní 420 obyvatel.

## Název
Původní tvar názvu Dockelsgrün (v horní němčině Tockelsgrün) označoval místo zvané Doklova novina nebo Doklův palouk. V historických pramenech se jméno vsi objevuje ve tvarech: Dockelsgruen (1516), Docklasgruen (1516), Toklesgrun (1517), Tocklasgrun (1522), Tocklasßgruen (1525), Dokhlesgrün (1598), Dunkelsgrün a Doglasgrün (1785) nebo Doglasgrün a Doglasgrün am Lochmühl-Bache (1847). V lidovém podání se používal také tvar Duaglasgröin.

## Historie
První písemná zmínka o Vřesové pochází z roku 1492. V 16. století ve vsi byla pila. Až do poloviny 19. století náležela Vřesová k loketskému panství. V letech 1938–1945 bylo území obce v důsledku uzavření Mnichovské dohody přičleněno k nacistickému Německu. Po druhé světové válce bylo místní německé obyvatelstvo vysídleno, obec byla přejmenována a počet obyvatel prudce poklesl.

## Obyvatelstvo
Při sčítání lidu v roce 1921 zde žilo 779 obyvatel, z nichž jeden byl Čechoslovák, 778 bylo Němců. K římskokatolické církvi se hlásilo 777 obyvatel, dva k evangelické církvi.
| Rok            | 1869 | 1880 | 1890 | 1900 | 1910 | 1921 | 1930 | 1950 | 1961 | 1970 | 1980 | 1991 | 2001 | 2011 | 2021 |
| -------------- | ---- | ---- | ---- | ---- | ---- | ---- | ---- | ---- | ---- | ---- | ---- | ---- | ---- | ---- | ---- |
| Počet obyvatel | 599  | 601  | 629  | 678  | 766  | 779  | 900  | 407  | 162  | 84   | 216  | 196  | 341  | 347  | 360  |
| Počet domů     | 74   | 86   | 87   | 92   | 104  | 108  | 145  | 151  | 23   | 10   | 9    | 12   | 10   | 13   | 12   |

## Obecní správa
V letech 1960–1990 k obci patřily Tatrovice.

### Obecní symboly
Znak a vlajka byly obci uděleny rozhodnutím předsedy Poslanecké sněmovny Parlamentu České republiky dne 22. ledna 2001.

## Průmysl
V roce 1950 byla zahájena těžba hnědého uhlí a roku 1958 obec zcela zanikla na úkor výstavby průmyslového areálu. Dnes se na místě původní obce nachází rozsáhlý průmyslový komplex Vřesová Sokolovská uhelná a novou vesnici tvoří skupina čtyř panelových domů. V roce 1969 zde byla otevřena tlaková plynárna, která byla důležitou součástí systému zásobování Československa svítiplynem. Po přechodu domácností na netoxický zemní plyn skončily dodávky svítiplynu, ale kombinát Vřesová úspěšně přežívá díky příjmům ze své elektrárny, která vyrábí energii ve světě ojedinělou technologií paroplynového cyklu spalujícím energoplyn. Spolu s dvoublokovou 380MW paroplynovou elektrárnou a starší 220MW teplárnou je Sokolovská uhelná největším nezávislým výrobcem elektrické energie v České republice.